# Pablo José Cámbar
Pablo José Cámbar (Tegucigalpa, Honduras; 22 de marzo de 1943-ibidem, 25 de abril de 2021) fue un médico, académico e investigador hondureño, reconocido catedrático de la Facultad de Ciencias Médicas de la Universidad Nacional Autónoma de Honduras.

## Biografía
Nació en Tegucigalpa, Honduras el 22 de marzo de 1943. Hijo de Esmeralda Cámbar Ramos, una de las más abnegadas y destacadas enfermeras profesionales de Honduras durante el siglo XX. Su secundaria la realizó en el Instituto Central Vicente Cáceres de Tegucigalpa y Egresó de la Universidad Nacional Autónoma de Honduras en 1967. Además, obtuvo un Máster en Ciencias por la Universidad de Pensilvania, en 1970.
Es padre de Ingrid Jaqueline Cámbar Gonzales (QDDG), bióloga e investigadora científica de la Universidad Nacional Autónoma de Honduras, Yolanda Carolina Cámbar Gonzales, Pablo Edgardo Cámbar Gonzales y del Dr. Arnold Reinieri Cámbar Gonzales, médico obstetra en el Instituto Hondureño de Seguridad Social.
Falleció el 25 de abril de 2021, en Tegucigalpa, a causa de complicaciones por COVID-19.

## Obras publicadas
1. Bronchopulmonary and Gastrointestinal Effects of Lobeline (1968)
2. Pathologic Physiology and Chemotherapy of Plasmodium Berghei (1969)
3. Pharmacology of New Antimalarial Drugs. A Piperazine Which Exerts an Unusual Type of Adrenergic Blockade (1970)
4. Bronchopulmonary Effects of Paraquat and Expectorants (1970)
5. Cardiopulmonary Effects of Antimalarial Drugs. I. 4-Aminoquinolines: chloroquine quinetholate (1970)
6. Cámbar, P.J.: "Bronchopulmonary effects of expectorants". Faculty of the Graduated School of Arts and Sciences of the University of Pennsylvania, Philadelphia, Pennsylvania, USA. Thesis for fullfilment of the requirements for the Degree of Magister of Arts and Sciences. 1970.
7. Interacciones medicamentosas (1974)
8. Estudio interdisciplinario de la desnutrición infantil (1977)]
9. Cámbar. P. J.; de Pineda M. G.; Tábora, E. et al: "Estudio Preliminar Sobre los Efectos Cardiovasculares del Extracto de Casimiroa edulis llave et lex". Revista de la Universidad 1979, No. 16 Et VI, pág. 64 - 79.
10. Cámbar, P. J.; Portillo, P.; Tábora, E.; Pineda L.; Tovar, O.; Casco, J.; Alvarado, C; Díaz, G.; Casco, B.; Cantillo, L.: "Estudio Preliminar Sobre las Acciones Farmacológicas de Sechium edule". Revista Médica Hondureña, 1980, Vol. 48 No. 4, pág. 97 a 99.
11. Estudio preliminar sobre los efectos cardiovasculares del extracto de Casimiroa edulis llave et lex. (1980)
12. Cambar, P. J.; Portillo, P. et al: "Estudio preliminar sobre las acciones farmacológicas de Sechium edule." Revista Médica Hondureña, Vol. 48, No 4, pag 97 a 99, 1980
13. Efectos cardiovasculares producidos por extractos de hojas de Synsepalum Dulcificum (1982)
14. Cámbar, P. J.; Sosa, R.; Tábora, J. E.; Bertrand, L.; Bueso, J. L.; Casco, J.; Casco, E.; Alvarado, C; Raudales, V.; Vinelli, E.; Retes, E.: "Estudio preliminar sobre los efectos hipotensores del extracto de corteza de Zanthoxylum williamsii standley (duermedientes)". Gaceta Odontológica, U.N.A.H., Vol 1, No. 1, pag. 4-8,1982
15. Cámbar, P. J.; Ponce, E.; Ponce, C.: "Efectos de la Fracción CF4 del Extracto de Polypodium leucotomos Sobre Fibroblastos de Embrión de Rata Cultivados in vitro". 1983 Centro de Investigación y Desarrollo CONRAD — CONADI, Teg., Honduras.
16. Cámbar, P. J., Mendoza, M. V.: "Interacciones de Calaguala (Polypodium leucotomos), Pentobarbital Sódico y Etanol". Presentado en el XXVI Congreso Médico Nacional, febrero de 1983.
17. Exploración preliminar sobre los efectos neurofarmacológicos de la calaguala
18. Cámbar, P. J.; Seaman, I. I.; Portillo, P. R.; Salgado, T. y Bulnes, R.: "Efectos Cardiovasculares de Calaguala". (Comunicación Progresiva) UNAH.
19. Cámbar, P. J.; Bulnes, It.; Salgado, T.; Portillo, P.; Seaman, I. I.: "Efectos Broncopulmonares de Calaguala (Comunicación Progresiva) UNAH.
20. Cámbar, P. J.; Portillo, P. R.; Tábora, J. E.; Casco, J.; Casco, B-; Murillo C; Sierra, M.; Raudales, V.; Alvarado, C.: "Efectos Cardiovasculares Producidos por Extractos de Hojas de Synsepalum dulcificum". Revista Médica Hondureña 1983, Vol. 50, No. 3, Págs. 108 -126.
21. Cámbar, P. J.; Tábora, J. E.; Fiallos, C; Alvarado, C; Casco de Fúnez, E.; Raudales, V.; Vinelli, E. y López, V. del C.: "Efectos Neurofarmacológicos de los Extractos Acuosos de Hojas de Synsepalum dulcifícum en Ratones". Revista Médica Hondureña 1983
22. Interacciones de calaguala (Polypodium leucotomos) con pentobarbital sódico o etanol (1983)
23. Cámbar, P. J.; Sosa, R. P.; Tábora, J. E;; Bertrand, L.; Casco, E.; Murillo, C.; Sierra, M.; Raudales, V. y Alvarado, C.: "Efectos Respiratorios Producidos por Extractos de Synsepalum dulcificum". Revista Médica Hondureña 1983, Vol. 51 No. 1, Págs. 5 -11.
24. Cámbar, P. J.; Moya Portuguez, M. E.; Alger, J.; Alvarado, C; Santos, A.; Gousin, L.; Zelaya, L.: "Estudio preliminar de los efectos farmacológicos producidos por los extractos de Clusia alata L y Clusia torresi standley L (Azahares de monte)." Serie de comunicaciones progresivas, Facultad de Ciencias Médicas, U.N.A.H., oct. 1983 Universidad Nacional Heredia, Costa Rica.
25. Cámbar, P. J.; Tábora, J. E.; Alger, J,; Cousin, L.; Santosm A.: "Efectos de Synsepalum dulcificum Sobre los Movimientos Pendulares del Yeyuno de Conejo". (Enviado a la Revista de la Dirección Científica de la UNAH para su publicación en 1983).
26. Estudio preliminar sobre los efectos farmacológicos de Tagetes lúcida (Pericón)
27. Cámbar, P. J.; Moya, M; Alvarado, C; Alger, J.; Santos A. y Coussín, L.: "Evaluación Preliminar de los Extractos de Clusia torresi standley y Clusia alata". Serie de Comunicaciones Progresivas UNAH - Universidad Nacional. Heredia, Costa Rica.
28. Cambar, P. J.; Alvarado, C; Rivera, O.; Alger, J.: "Efectos broncopulmonares de algunas plantas medicinales". Memoria de la II Semana Científica, U.N.A.H., pag. 39,1984
29. Efectos broncopulmonares de Synsepalum dulcifícum y otros extractos (1984)
30. Efectos broncopulmonares y cardiovasculares producidos por el gel de Aloe berberensis (zábila) en conejos anestesiados (1984)
31. Efectos broncopulmonares de algunas plantas medicinales (1984)
32. Cámbar, P J.; Alger, J.; Alvarado, C; Santos, A.; Cousin, L.; Bacuzzi, L.; Tábora, L .; Bueso, A.; Martínez, J.; Ortiz, C. :"Efectos farmacológicos de los extractos de hojas de Plantago major (llantén)." Memoria de la II Semana Científica, U.N.A.H., pág. 31,1984
33. Cámbar, P. J.; Ponce, C, Ponce, E.: "Interacciones Entre Insulina y calaguala" (1984)
34. Cámbar, P. J.; Mendoza M. V.: "Efectos de Calaguala Sobre los Movimientos Pendulares del Yeyuno de Conejo". Revista Revista Médica Hondureña (1984)
35. Cámbar, P. J.; Andonie, H. I.; Sosa, R. P.; Casco, J,; Murillo, de Casco, C; Alvarado, C; Aguilar, H.; Seaman, J.; Retes, E. y Alger J. (Farmacología). Tábora, J. E.; Martínez de Bertrand, L. (Bioquímica). "Estudio Preliminar Sobre los Efectos Farmacológicos de Calliandra molinae standlye ("Palo de Corcho") en Animales de Experimentación". Revista Médica Hondureña (1984)
36. Cámbar, P. J.: "Efectos broncopulmonares y cardiovasculares producidos por el gel de Aloe berberensis (zábila) en conejos anestesiados". Serie de comunicaciones progresivas, Facultad de Ciencias Médicas, U.N.A.H., 1984
37. Inventario sobre las plantas medicinales de Honduras (1984)
38. Efectos de los extractos de llantén, negrito, calaguala y zábila sobre úlceras gástricas en ratas (1984)
39. Efectos de los extractos de algunas plantas medicinales de Honduras sobre la modalidad intestinal in vitro (1984)
40. Cámbar, P. J.; Andonie, H. L; Alger, J.; Figueroa, R. (Farmacología). Tábora, J. E., (Bioquímica): "Estudio Preliminar Sobre los Efectos Farmacológicos de Tagetes lúcida (Pericón)". Revista Médica Hondureña (1984)
41. Cámbar, P.J.: "Efectos respiratorios de los extractos acuosos de plantas caribeñas en animales de experimentación" Revista Médica Hondureña 1985, Vol. 53, pags 190-196
42. Cambar, P. J.; Portillo, S. R.; Seaman, I. L; Bulnes, R.; Cardona, V.: "Cambios respiratoriosy broncopulmonares observados en animales que recibieron Polypodium leucotomos". Memoria de la III Semana Científica de la U.N.A.H., pag. 89,1985
43. Efectos cardiovasculares producidos por las fracciones hidro y liposolubles obtenidas del Polydium leucotomos en animales de experimentación (1985)
44. Cámbar, P. J.; Bulnes, R.; Castro, H.; Salgado, T.; Mayan, J.: "Exploración Preliminar Sobre los Efectos Neurofarmacológicos de la Calaguala. UNAH". Revista Médica Hondureña (1985)
45. Efectos del extracto acuoso de plantago major en el choque anafiláctico inducido por albúmina de huevo en el conejo (1985)
46. Efectos farmacológicos de los extractos acuosos de las hojas de llantén (Plantago Major) (1985)
47. Algunos estudios farmacológicos de las plantas medicinales en Honduras (1985)
48. Niveles de colinesterasa sérica y sintomatología observados en obreros que trabajan con insecticidas organofosforados (1986)
49. Cambios respiratorios y broncopulmonares observados en animales que recibieron Polypodium leucotomos (1987)
50. Cámbar, P. J.; Alvarado, C; Rivera, O.; Casco, J.; Thiebaud, M.; Alger, J.; Bueso, A.: "Memorias de la III Semana Científica". Facultad de Ciencias Químicas y Farmacia, Universidad de San Carlos de Guatemala, pag. 63, sept. 1989
51. Cámbar, P. J.; Alger Pineda, J.: "Efectos broncopulmonares del aceite de Cocos nucífera L en conejos". Facultad de Ciencias Médicas, U.N.A.H., Tramil IV Tela, Honduras. 1989
52. Cámbar, P. J.; Cousin, L.; Santos, A.: "Efectos del aceite de Cocus nucifera en la prevención de la producción de úlceras gástricas en ratas Wistar". Serie de Comunicaciones Progresivas, Dirección de Investigación Científica, Facultad de Ciencias Médicas, U.N.A.H., agosto de 1989]
53. Efectos broncopulmonares de los extractos acuosos de Simaruba glauca (negrito) en conejos (1989)
54. Cámbar, P. J.; Solórzano, M.; Girón, N.: "Efecto del extracto acuoso de Parthenium hysterophorous sobre el aparato cardiovascular de ratas Wistar". Memoria de la VIII Semana Científica, U.N.A.H., pag. 19-23, nov. 1990
55. Cambar, P. J.: "Efectos broncopulmonares de los extractos acuosos de Passiflora edulis". Serie de Comunicaciones Progresivas, Dirección de Investigación Cientíca, Facultad de Ciencias Médicas, U.N.A.H., mayo de 1991
56. Revista Médica Hondureña. Editorial: Medicina Alternativa (1995)
57. Cámbar, P. J.: "Efectos broncopulmonares y cardiovasculares de los extractos acuosos de Matricaria recutita (manzanilla) en conejos anestesiados". Tramil 7, Isla de San Andrés, Colombia, 1995. III Semana Científica de las Ciencias Biológicas y de la Salud, Facultad de Ciencias Médicas, U.N.A.H., oct. 1996
58. Cámbar, P. J.; Medina, J. F.; Aguilar Paredes, J.; Lagos Pineda, K.: "Efectos broncopulmonares de los extractos acuosos de hojas de Mentha x piperita L en conejos anestesiados". Tramil 7, Isla de San Andrés, Colombia, 1995. III Semana Científica de las Ciencias Biológicas y de la Salud, Facultad de Ciencias Médicas, U.N.A.H., oct. 1996
59. Cambar, P. J.: "Efectos broncopulmonares y cardiovasculares de los extractos acuosos de la raíz de Vetiveria zizanioides L. en conejos". III Semana Científica de las Ciencias Biológicas y de la Salud, Facultad de Ciencias Médicas, U.N.A.H., oct. 1996, Tramil 8, Isla de Granada, dic. 1996
60. Cámbar, P. J.; Alvarado, C. M.; Canales Beltrán, M. T.; Castro, C; Mejía Rodríguez, A. M.: "Efectos del extracto acuosos de las semillas de Sesamum indicum L (ajonjolí) en la respiración de ratas anestesiadas". Facultad de Ciencias Médicas, U.N.A.H., oct. 1996, Tramil 8, Isla de Granada, dic. 1996
61. Cámbar, P. J.; Flores, E.; Canales, M.; Castro, E.; Andrade, G.; López, S.; Mejía, A.; Corrales. G.; Castro, C; Lagos, K.; Medina, J. F.: "Efectos toxicológicos, gástricos, respiratorios y cardiovasculares del extracto acuoso de hojas de Pimenta ozua mirtaceae en animales de experimentación". III Semana Científica de las Ciencias Biológicas y de la Salud, Facultad de Ciencias Médicas, U.N.A.H., oct. 1996, Tramil 8, Isla de Granada, dic. 1996
62. Cámbar, P. J.; Canales Beltrán, M.; Castro, E.; Castro, C; Mejía Rodríguez, A. M.,. Medina, J. F.; Lagos, K.; Aguilar Paredes, J.: "Efectos respiratorios y cardiovasculares de los extractos acuosos de las hojas de Coffea arábica L en conejos." Serie de comunicaciones progresivas, III Semana Científica de las Ciencias Biológicas y de la Salud, Facultad de Ciencias Médicas, U.N.A.H., oct. 1996. Tramil 8, Isla de Granada, dic. 1996
63. Cambar, P. J.: "Efectos broncopulmonares y cardiovasculares de los extractos hidroalcohólicos de Cissus verticillata L en conejos." Serie de comunicaciones progresivas, III Semana Científica de las Ciencias Biológicas y de la Salud, Facultad de Ciencias Médicas, U.N.A.H., oct. 1996
64. Cámbar, P. J.; Alvarado, C. M.: "Efectos broncopulmonares y cardiovasculares producidos por los extractos acuosos del bulbo de Allíum cepa L en conejos anestesiados." III Semana Científica de las Ciencias Biológicas y de la Salud, Facultad de Ciencias Médicas, U.N.A.H., oct. 1996.
65. Efectos del extracto acuoso de las hojas de sesamun indicum en la respiración de ratas anestesiadas (1996)
66. Efectos de los extractos acuosos de las hojas de coffea arábica L. en la producción de úlceras gástricas por ligadura del píloro en ratas (1996)
67. Efectos cardiovasculares y gastrointestinales de los extractos acuosos de hojas de Cassia Fístula L (1996)
68. Cámbar, P. J.: "Efectos broncopulmonares y cardiovasculares de Púnica granatum L. en conejos anestesiados". III Semana Científica de las Ciencias Biológicas y de la Salud, Facultad de Ciendas Médicas, U.N.A.H., oct 1996, Tramil 8, Isla de Granada, dic. 1996
69. Cámbar, P. J.; Cámbar González, A. R.; Alvarado C. M.; Mejía R.,A. M.; Castro, C; Canales Beltrán, M. T.: "Efectos del extracto acuoso de semillas de Sesamum indicum L (ajonjolí) en la respiración de conejos anestesiados". Serie de comunicaciones progresivas, Facultad de Ciencias Médicas, U.N.A.H.-Tramil, 1997
70. Efecto de los extractos acuosos de Sesamum indicum L. Pedaliaceae (ajonjolí), en el aparato respiratorio en animales de experimentación (1999)
71. Estudiantes victoriosos, grupos de superación académica (2000)

## Condecoraciones y reconocimientos
- Premio Nacional de Ciencias "José Cecilio del Valle" (1989).[3]
- XLVI Congreso Médico Nacional desarrollado en Tegucigalpa del 8 al 12 de julio de 2003.